# Agustín Abadia Plana
Agustín Abadia, més conegut com a «Tato» Abadia, (Lleida, 15 d'abril de 1962 és un exjugador professional de futbol que va militar al CD Logroñés, SD Compostela i Atlètic de Madrid entre d'altres clubs. També ha estat entrenador i director esportiu. Actualment té una botiga de formatges a la capital de La Rioja, a Logronyo, anomenada La Casa de los Quesos

## Carrera

### Com a jugador
'Tato' Abadia va començar la seva trajectòria professional en l'equip de Tercera Divisió on es va formar, el Club Deportivo Binéfar. Durant els 4 anys que va romandre a Binéfar va assolir l'ascens del seu club a la Segona Divisió B i va cridar l'atenció de diversos clubs de categories superiors. El jugador va fitxar pel CD Logroñés el 1984, que per aquell temps jugava en Segona Divisió. Abadia va romandre 5 anys en la disciplina riojana, on va contribuir en l'ascens del club a Primera convertint-se en un dels referents de l'equip, fins que va fitxar per l'Atlètic de Madrid en la temporada 1989-90.
Abadia no destacà en el conjunt madrileny i va jugar pocs partits, pel que va tornar a Logronyo a l'any següent. En el Logroñés va romandre fins a la temporada 1992-93, any que aconsegueix el seu major registre golejador en Primera amb 5 dianes. La temporada 1993-94 fitxa per la SD Compostela, ajudant a assolir l'ascens a primera divisió del club gallec i aconseguint la consolidació del club en la categoria.
En el club compostelà va romandre 3 temporades, fins que en la campanya 1996-97 retorna al Logroñés, romanent només una temporada. Finalment, es va retirar del futbol en actiu jugant en el Binéfar, club en el qual va estar posteriorment en càrrecs tècnics mentre estudiava per a treure's els títols d'entrenador professional de futbol.

### Com a entrenador
Després d'estar dirigint algunes categories inferiors del Club Deportivo Binéfar, va debutar com a entrenador al front a l'equip aragonès des de 1999 fins a 2001, any que abandona el club. En l'any 2002 Abadia es treu el títol d'Entrenador i un any després comença a dirigir al CD Logroñés, amb el qual va arribar a disputar la Lligueta d'ascens a Segona Divisió. Posteriorment recala en el Girona Futbol Club, on roman fins a l'any 2005 quan és destituït. Aquest mateix any Abadia retorna al CD Logroñés, primer com a director esportiu, i després en les labors d'entrenador.

## Clubs

### Com a jugador
| Club                          | Any       |
| ----------------------------- | --------- |
| Club Deportivo Binéfar        | 1980-1984 |
| Club Deportivo Logroñés       | 1984-1989 |
| Atlètic de Madrid             | 1989-1990 |
| Club Deportivo Logroñés       | 1990-1993 |
| Sociedad Deportiva Compostela | 1993-1996 |
| Club Deportivo Logroñés       | 1996-1997 |
| Club Deportivo Binéfar        | 1998      |

### Com a entrenador
| Club                    | Any       |
| ----------------------- | --------- |
| Club Deportivo Binéfar  | 1999-2002 |
| Club Deportivo Logroñés | 2002-2003 |
| Girona Futbol Club      | 2003-2005 |
| Club Deportivo Logroñés | 2007-2008 |